# Canton de Noyant
Le canton de Noyant est une ancienne division administrative française située dans le département de Maine-et-Loire et la région Pays de la Loire.
Il disparait aux élections cantonales de mars 2015, réorganisées par le redécoupage cantonal de 2014.

## Composition
Le canton de Noyant comprenait quinze communes et comptait 6 170 habitants (population municipale) au 1er janvier 2012.
| Nom                    | Code Insee | Intercommunalité   | Population (dernière pop. légale) |
| ---------------------- | ---------- | ------------------ | --------------------------------- |
| Noyant (chef-lieu)     | 49228      | CC Baugeois Vallée | 1 830 (2014)                      |
| Auverse                | 49013      | CC Baugeois Vallée | 441 (2014)                        |
| Breil                  | 49044      | CC Baugeois Vallée | 271 (2014)                        |
| Broc                   | 49052      | CC Baugeois Vallée | 312 (2014)                        |
| Chalonnes-sous-le-Lude | 49062      | CC Baugeois Vallée | 130 (2014)                        |
| Chavaignes             | 49087      | CC Baugeois Vallée | 95 (2014)                         |
| Chigné                 | 49098      | CC Baugeois Vallée | 312 (2014)                        |
| Dénezé-sous-le-Lude    | 49122      | CC Baugeois Vallée | 304 (2014)                        |
| Genneteil              | 49150      | CC Baugeois Vallée | 333 (2014)                        |
| Lasse                  | 49173      | CC Baugeois Vallée | 285 (2014)                        |
| Linières-Bouton        | 49175      | CC Baugeois Vallée | 84 (2014)                         |
| Meigné-le-Vicomte      | 49197      | CC Baugeois Vallée | 315 (2014)                        |
| Méon                   | 49202      | CC Baugeois Vallée | 265 (2014)                        |
| Parçay-les-Pins        | 49234      | CC Baugeois Vallée | 892 (2014)                        |
| La Pellerine           | 49237      | CC Baugeois Vallée | 156 (2014)                        |

## Géographie
Situé dans la partie orientale du Baugeois, ce canton était organisé autour de Noyant dans l'arrondissement de Saumur. Sa superficie était de 304,75 km2 (30 475 hectares), et son altitude variait de 40 mètres pour Broc) à 119 mètres pour Breil), avec une moyenne de 77 mètres.
| Nom de la commune      | Surface (ha) | Alt. mini (m) | Alt. maxi (m) |
| ---------------------- | ------------ | ------------- | ------------- |
| Auverse                | 3 074        | 55            | 102           |
| Breil                  | 1 509        | 60            | 119           |
| Broc                   | 2 123        | 40            | 117           |
| Chalonnes-sous-le-Lude | 1 649        | 52            | 101           |
| Chavaignes             | 742          | 74            | 89            |
| Chigné                 | 2 522        | 47            | 86            |
| Dénezé-sous-le-Lude    | 1 505        | 58            | 86            |
| Genneteil              | 3 595        | 49            | 89            |
| Lasse                  | 2 894        | 64            | 101           |
| Linières-Bouton        | 989          | 44            | 78            |
| Meigné-le-Vicomte      | 2 313        | 71            | 96            |
| Méon                   | 1 504        | 49            | 89            |
| Noyant                 | 2 741        | 51            | 89            |
| Parçay-les-Pins        | 2 785        | 48            | 119           |
| La Pellerine           | 530          | 54            | 97            |

## Histoire
Le canton de Noyant (chef-lieu) est créé en 1790 sous le nom de « Noyant-sous-le-Lude ». Il est constitué des communes de Chalonnes-sous-le-Lude, Denezé-sous-le-Lude, Meigné-le-Vicomte, Méon et Noyant, auxquelles sont ajoutées l'année suivante Breil, Broc, Chigné et Genneteil. En 1801 on y rajoute les communes d'Auverse, Chavaignes-sous-le-Lude, Lasse, Linières-Boutton, Parçay et La Pellerine.
- Le canton est rattaché au district de Baugé, puis en 1800 à l'arrondissement de Baugé, et à sa disparition en 1926[5], à l'arrondissement de Saumur[6].

- De 1833 à 1848, les cantons de Longué et de Noyant ont le même conseiller général. Le nombre de conseillers généraux par département était limité à 30[7].

- Dans le cadre de la réforme territoriale, un nouveau découpage territorial pour le département de Maine-et-Loire est défini par le décret du 26 février 2014. Le canton de Noyant disparait aux élections cantonales de mars 2015[1].

## Représentation

### Conseillers généraux de 1833 à 2015
| Période | Période      | Identité                                  | Étiquette                                            | Qualité                                                                                             |
| ------- | ------------ | ----------------------------------------- | ---------------------------------------------------- | --------------------------------------------------------------------------------------------------- |
| 1833    | 1839         | Jacques L'Official                        |                                                      | Ancien Sous-Préfet, propriétaire à Vieil-Baugé                                                      |
| 1839    | 1848         | Pierre Lespagnol                          |                                                      | Maire de Dénezé, conseiller d'arrondissement                                                        |
| 1848    | 1852 (décès) | Alphonse-René Esnault de La Devansaye     | Droite                                               | Propriétaire et horticulteur Maire d'Auverse Représentant du peuple (1849-1851)                     |
| 1852    | 1864 (décès) | Octave de La Bonninière de Beaumont       |                                                      | Colonel de cavalerie (régiment de chasseurs de la Sarthe)                                           |
| 1864    | 1871         | Henri Roullet, Comte de La Bouillerie     |                                                      | Ancien secrétaire général de la Préfecture de la Meurthe Propriétaire du château du Lathan à Noyant |
| 1871    | 1877         | Wolphange Aristide Juchault               | Républicain                                          | Propriétaire à Parçay et avocat                                                                     |
| 1877    | 1889         | Auguste Varailhon                         | Droite                                               | Docteur-médecin, suppléant du juge de paix, maire de Noyant                                         |
| 1889    | 1892 (décès) | Comte Octave de La Bonninière de Beaumont | Royaliste                                            | Propriétaire à Noyant                                                                               |
| 1893    | 1909 (décès) | Edgard Michalowicz                        | Républicain                                          | Docteur-médecin Maire de Parçay-les-Pins, conseiller d'arrondissement                               |
| 1909    | 1919         | Adrien Gioux                              | Rad.                                                 | Avocat au Tribunal d'Angers Propriétaire à Méon Député (1906-1914)                                  |
| 1919    | 1925         | Adrien Frappier                           | RG                                                   | Ancien Trésorier-Payeur-Général à Angers                                                            |
| 1925    | 1940         | Jean Hérard                               | Rad.                                                 | Avocat à Angers Député (1928-1936) Sous-secrétaire d'Etat (1934) Conseiller municipal d'Angers      |
|         |              |                                           |                                                      | |
| 1945    | 1970         | Paul Boudon                               | Gaulliste puis RPF puis RS puis UNR puis UDR puis SE | Vétérinaire en retraite Député (1971-1978) Maire de Noyant (1953-1965)                              |
| 1970    | 1976         | Albert Guérin                             | CD                                                   | Maire de Noyant (1965-1977)                                                                         |
| 1976    | 1994         | Claude Amis                               | UDF-CDS                                              | Agriculteur et éleveur Maire de Chigné (1977-2001)                                                  |
| 1994    | 2015         | Jean Touchard                             | DVD puis UMP                                         | Chef d'entreprise à Noyant Vice-président du conseil général                                        |

### Résultats électoraux détaillés
- Élections cantonales de 2001 : Jean Touchard (Divers gauche) est élu au 1er tour avec 79,14 % des suffrages exprimés, devant Alain Cremois (VEC) (6,42 %), Dominique Duquesnoy (PS) (5,37 %) et Ambroise Pibot (FN) (4,16 %). Le taux de participation est de 76,31 % (3 459 votants sur 4 533 inscrits)[11].
- Élections cantonales de 2008 : Jean Touchard (UMP) est élu au 1er tour avec 72,73 % des suffrages exprimés, devant François Cahen (Alliance centriste) (11,83 %) et Colette Jouy-Meeldijk  (VEC) (9,71 %). Le taux de participation est de 76,22 % (3 381 votants sur 4 436 inscrits)[12].

### Conseillers d'arrondissement (de 1833 à 1940)
Le canton de Noyant appartenait à l'arrondissement de Baugé jusqu'à sa disparition en 1926.
| Période                                  | Période           | Identité                                        | Étiquette   | Qualité |
| ---------------------------------------- | ----------------- | ----------------------------------------------- | ----------- | --- |
| 1833                                     | 1839              | Pierre Lespagnol                                |             | Maire de Dénezé                                                                                             |
| 1839                                     | 1848              | Jacques Louis Brasilier                         |             | Maire de Meigné-le-Vicomte                                                                                  |
|                                          |                   |                                                 |             | |
|                                          | 1885 (décès)      | Charles Alphonse Lemière-Francville (1823-1885) |             | Propriétaire à Parçay                                                                                       |
|                                          |                   |                                                 |             | |
|                                          | 1893              | Edgard Michalowicz                              | Républicain | Docteur-médecin, maire de Parçay-les-Pins                                                                   |
|                                          |                   |                                                 |             | |
|                                          | 1896 (démission)  | M. Royer                                        |             | |
|                                          |                   |                                                 |             | |
| 1928                                     | Août 1938 (décès) | Pierre-Auguste Loyeau                           | Rad.        | Agriculteur, adjoint au maire de Noyant                                                                     |
|                                          |                   |                                                 |             | |
| 1940                                     |                   |                                                 |             | Les conseils d'arrondissement ont été suspendus par la loi du 12 octobre 1940 et n'ont jamais été réactivés |
| Les données manquantes sont à compléter. |                   |                                                 |             | |

## Démographie
| 1962  | 1968  | 1975  | 1982  | 1990  | 1999  | 2006  | 2011  | 2012  |
| ----- | ----- | ----- | ----- | ----- | ----- | ----- | ----- | ----- |
| 8 066 | 7 482 | 6 650 | 6 286 | 5 812 | 5 988 | 6 046 | 6 169 | 6 170 |